# جون ك. ستيوارت
جون ك. ستيوارت (بالإنجليزية: John C. Stewart)‏ هو سياسي أمريكي، ولد في 1 مايو 1949 في وايندوت في الولايات المتحدة. حزبياً، نشط في الحزب الجمهوري. وقد انتخب عضو مجلس نواب ميشيغان ‏.